# 아르미나스 나르베코바스
아르미나스 나르베코바스(리투아니아어: Arminas Narbekovas, 러시아어: А́рмин Андре́евич Нарбе́ков 아르민 안드레예비치 나르베코프[*], 1965년 11월 28일 ~ )는 소련과 리투아니아의 은퇴한 축구 선수이자 현직 축구 지도자이다. 1983년 잘기리스 빌뉴스 소속으로 데뷔했으며 1987년 시즌에서는 16득점을 기록하면서 팀이 소비에트 톱 리그 최고 성적인 3위를 차지하는 데에 공헌했다. 1990년에는 로코모티프 모스크바로 이적했고 같은 해부터 1996년까지 FK 아우스트리아 빈 소속으로 활동했다.
1988년 하계 올림픽에서 소련 대표팀의 올림픽 축구 금메달 획득에 공헌했으며 1990년 리투아니아가 소련으로부터 독립한 이후에는 리투아니아 대표팀 선수로 13경기에 출전, 4득점을 기록했다. 2003년 리투아니아 축구 연맹으로부터 UEFA 주빌리 어워드 수상자로 선정되었다.

## 어린 시절과 클럽 경력
현재의 리투아니아 서부의 가르그주다이에서 태어났다. 아버지 안드레이 나르베코프 대위는 타타르계이며 리투아니아 SSR의 부대인 숲의 형제들 소속으로서 제2차 세계 대전 당시 동부 전선에 참가했던 군인이다. 종전 후 안드레이는 가르그주다이에 정착하여 현지 여성과 결혼 후에 8명의 자녀를 낳았으며 나르베코바스는 그 중 막내이다.
원래 나르베코바스는 아이스하키 골텐더가 꿈이었으나 곧 축구로 진로를 전향하여 가르그주다이 학교 축구팀에 입단하였으며 1976년에 소련 유소년 아마추어 축구 클럽 간의 경기 대회인 코자니 먀치에도 참가하였으나 아르메니아 SSR팀에게 패하여 우승을 내주었다. 이듬해인 1977년에는 파네베지스의 체육 기숙 학교 축구팀에서 활동하다가 이후 리투아니아인 코치인 미나스 젤케비추스를 만나 그에게 훈련을 받았고 젤케비추스가 소련 축구 선수권 대회 상위팀인 FK 잘기리스 빌뉴스의 감독으로 부임하게 되자 그를 따라 잘기리스 빌뉴스에 입단하게 되었다.
1983년 4월 19일 나르베코바스는 현재 조지아의 클럽인 FC 토르페도 쿠타이시와의 경기를 통해 성인 축구 선수로 데뷔하였다. 나르베코바스는 선발로 출전하였고 74분에 교체되었다. 이 경기는 2-1의 점수로 빌뉴스의 승리로 끝났다. 나르베코바스가 출전한 다음 경기는 6월 7일에 열린 FC 디나모 민스크와의 경기로 빌뉴스는 이 경기에서 0-1로 패했다. 이후 나르베코바스는 3개월 동안 출전하지 못하였고 9월 18일에 FC 니스트루 키시너우와의 경기에서 다시 복귀하였고 전반전 종료 후에 다시 교체되었다. 나르베코바스는 첫 성인 리그 시즌에 5경기에 출전하여 1골을 넣었다.
이후 나르베코바스는 1984년 시즌과 1985년 시즌에도 부상이나 주전 경쟁 실패 등으로 오랜 시간 동안 경기에 출전하지 못했으며 1985년 시즌의 첫 출전 경기는 1-1 무승부로 끝난 토르페도 쿠타이시와의 원정 경기이다. 그러나 1985년 후반기부터 팀의 주전 자리를 꿰차며 10골을 넣으며 12골을 넣은 시기타스 야쿠바우스카스의 뒤를 이어 팀내 득점왕 2위를 차지했다. 이후 1986년 시즌에서는 30경기에 출전하여 10골을 넣으며 리투아니아 SSR 리그의 득점왕에 오르는 등 큰 활약을 하였다. 1987년에는 소비에트 탑 리그에서 16골을 넣으며 빌뉴스를 3위를 차지하는 데에 기여하였고 올레크 프로타소프의 뒤를 이어 소련 득점 순위 2위를 차지하였고 해당 시즌 소련 최상위 선수 33인에 선정되었다. 1987년 8월 2일에는 소비에트 컵에 참가하여 FC 네프탸니크 페르가나를 11-3으로 대파하는 데에 공을 세웠고 FC 드네프르 드네프로페트롭스크와 공동 3위를 차지하는 데에 기여했다. 이는 빌뉴스 뿐 만 아니라 리투아니아팀의 유일한 소비에트 컵 입상 기록이다. 이후 나르베코바스는 소련 연방 국가대표팀의 일원으로서의 일정으로 인해 리그 경기에는 신경을 쓰지 못하다가 UEFA컵 1988-89에서 FK 아우스트리아 빈과의 경기에 참가하였고 빌뉴스는 이 경기에서 패했다.
이후 소련이 붕괴에 직면하여 리투아니아 등의 발트 3국이 독립을 표명하여 발트 축구 리그를 발족하자, 나르베코바스의 팀인 빌뉴스도 발트 리그에 가세하였다. 나르베코바스는 신생 발트 리그에서 16골을 넣는 등 활약했다. 이후 1990년에 나르베코바스는 7년 동안 뛰었던 빌뉴스 팀과의 작별을 고하고 로코모티프 모스크바로 이적하였다. 그는 로코모티프 모스크바 소속으로서 소비에트 톱리그 14경기에 출전하여 2골을 넣었으며 얼마 가지 않아 나르베코바스와 바츨로바스 유르쿠스, 비아체슬라바스 수크리스토바스, 아르비다스 야노니스, 발다스 이바나우스카스 등의 리투아니아 선수들은 서구 리그의 팀의 입단을 위해 여러 팀과 접촉하였다. 1990년 7월에 나르베코바스는 소련 출신의 라트비아 축구 선수 예우게니스 밀레우스키스가 몸담고 있던 오스트리아 분데스리가의 FK 아우스트리아 빈으로부터의 입단 제의를 받았고 당시 로코모티프의 감독인 유리 쇼민이 나르베코바스의 해외 진출에 동의를 얻은 후 빈에 입단하였다.
1990년 11월 10일 나르베코바스는 오스트리아 분데스리가 19라운드에서 SK 슈투름 그라츠와의 원정 경기를 통해 아우스트리아 빈의 선수로서 데뷔 경기를 가졌다, 나르베코바스는 이 경기에서 두드러진 활약을 보이지는 않았으나 이 경기는 빈이 1-0으로 승리하였다. 이후 SK 포어베르츠 슈타이어와의 경기에도 출전했으나 1-4로 패하였고 22라운드인 퍼스트 비엔나 FC와의 원정 경기에서 해트트릭을 기록하는 활약을 하여 팀의 6-3 승리에 기여했다. 나르베코바스는 아우스트리아 빈 첫 시즌에 13경기에 출전하여 6골을 넣으며 리그 우승을 함께 했다. 이로 인해 그는 생애 첫 프로 리그 우승을 기록했다. 1991-1992 시즌에서도 오스트리아 분데스리가 우승에 기여하였고 자신의 생애 첫 UEFA 챔피언스리그에도 출전하기도 하였다. 1992-93 시즌에는 14 경기에 출전하여 6골을 기록하였고 다음 시즌에는 48경기에 출전하여 아우스트리아 빈의 리그 우승에 기여하였다. 이 시기에 나르베코바스는 SV 베르더 브레멘과 바이어 04 레버쿠젠 등의 독일 분데스리가의 팀의 관심을 샀으나 부상으로 인해 분데스리가 진출은 이루지 못하였다. 1994년 시즌에는 오스트리아컵 우승에 기여하였고 1995 시즌에는 17경기에 출전하여 2골을 넣었다. 이후 1995-96 시즌을 마지막으로 아우스트리아 빈과 작별하였다. 나르베코바스는 FK 아우스트리아 빈의 선수로서 6번의 시즌에 참가하였고 3번의 오스트리아 분데스리가 우승(1991, 1992, 1993), 2번의 오스트리아컵(1992, 1994) 우승을 기록하였다.
1996-97 시즌에 나르베코바스는 오스트리아 분데스리가의 SCN 아드비라 바커로 이적하였다. 그는 9골을 넣는 등 활약하였으나 팀의 최하위권 등극을 막지 못했다. 이후 1998년에 오스트리아 2부 리그인 에르스테 리가의 FCN 장크트푈텐으로 이적하여 2부 리그에서 뛰었다. 이후 1999-2000 시즌에 다시 아드미라 바커로 다시 이적하였다. 2000-2001 시즌에는 오스트리아 3부 리그 중 하나인 동부 리그의 SV 훈트셰임에서 활동했으며 한 시즌 만에 같은 리그의 비너 SK로 이적하여 11경기에 출전했다. 이후 2003년 7월에 5부 리그의 팀인 화이트 스타 브리기테나우에 입단하여 뛰었다, 다음 시즌에 5부 리그팀 SV 바이커스도르프의 플레잉 코치로 이적하였고 한 시즌 후에 선수에서 은퇴했다.

## 국가대표팀 경력
1987년 여름에 소련 국가대표로 발탁되어 유고슬라비아의 자그레브에서 열린 1987년 하계 유니버시아드에 소련 대표팀의 일원으로 참가하였으며, 소련팀은 대한민국을 꺾고 금메달을 획득했다. 나르베코바스를 포함한 소련 대표팀 선수는 이 공로로 소련 국제급 체육 대가 칭호를 수여받았다. 유니버시아드 이후 1988년 하계 올림픽 예선에 대표로 발탁되어 스위스와의 경기에 참가하였다. 당시 소련 대표팀의 감독인 아나톨리 비쇼베츠는 나르베코바스를 올림픽 본선 대표팀에 합류시켰고 나르베코바스는 서울 올림픽에서 6경기에 선발 출전하는 등 활약하였다. 9월 22일에 열린 미국전에서 골을 넣고 27일에 열린 이탈리아전에서 골을 추가하였다. 브라질과의 결승전에서는 발목이 부은 상태로 출전했으며 결국 유리 사비체프와 교체되었다. 소련은 브라질을 2-1로 꺾고 금메달을 획득했다.
1990년 봄 나르베코바스와 발다스 이바나우스카스 등 몇몇 리투아니아 선수들은 1990년 FIFA 월드컵 준비를 위해 이탈리아로 건너가 소련 대표팀 훈련에 참가하였다. 그러나 리투아니아 축구 국가대표팀의 출범이 확정되자 리투아니아 대표로 소집되어 1990년 5월 27일에 조지아와의 친선 경기에 참가했다. 이 경기는 2-2 무승부로 끝났고 나르베코바스가 선제골을 넣으며 리투아니아 국가대표팀 첫 득점을 기록하였다. 그러나 당시 두 국가 모두 국제 축구 연맹(FIFA)에 가입되어 있지 않아서 A매치로 인정되지 않았다. 이후 1992년 4월 14일에 오스트리아와의 친선 경기를 통해 A매치에 처음으로 출전했고, 1994년 FIFA 월드컵 지역 예선에서도 리투아니아를 대표하여 참가하였다. 1997년에는 1998년 FIFA 월드컵 예선에 참가하여 팀을 이끌었으며, 이후 2001년에 4년 만에 대표팀에 차출되어 이탈리아와의 UEFA 유로 2004 예선에 참가하여 풀 타임으로 뛰었고 그 경기 이후 대표팀에서 은퇴했다.

## 지도자 경력
나르베코바스는 선수 은퇴와 동시에 SV 바이커스도르프를 떠나 2005년 11월에 리투아니아 축구 연맹의 권유로 자신이 몸담았던 잘기리스 빌뉴스의 감독으로 부임했다. 그러나 빌뉴스는 부진에 빠져 리그 4위로 시즌을 마쳤고 2006년 10월에 해고되었다. 팀의 감독은 이고리스 팡크라테바스에게 돌아갔다.
이후 오스트리아로 건너가 아마추어 클럽인 SV 도나우 랑글레바른의 감독이 되어 오스트리아에 장기 체류에 들어가자 오스트리아 시민권을 획득하였다. 이로 인해 그의 리투아니아 국적이 말소되었으나 리투아니아의 대통령 발다스 아담쿠스의 개입으로 2009년 2월에 리투아니아 국적이 회복되었다. 2009년 12월에는 리투아니아의 클럽인 FK 방가 가르그주다이 감독직을 제안받자 이를 수락하여 감독으로 부임하였다. 이 당시 리투아니아 국가대표 골키퍼 출신인 바이다스 주타우타스와 알기만타스 브랴우니스가 코치로서 그를 보좌했다. 2010년에는 리투아니아 국가대표팀의 보조 코치를 겸했다. 이후 2012년 7월 23일에 라트비아의 축구팀인 스파르타크스 유르말라의 감독이 되었다.

## 수상

### 개인
- UEFA 주빌리 어워드
- 리투아니아 올해의 축구 선수 (1985, 1986, 1987, 1988)

### 클럽

#### FK 잘기리스 빌뉴스
- 소비에트 컵 3회 (1987년)

#### FK 아우스트리아 빈
- 오스트리아 분데스리가
  - 우승 3회 (1991, 1992, 1993)
- 오스트리아컵
  - 우승 2회 (1992, 1994)

### 국가대표팀
- 1988년 하계 올림픽 금메달
- 1987년 하계 유니버시아드 금메달